# Роккаглоріоза
Роккаглоріоза, Роккаґлоріоза (італ. Roccagloriosa, сиц. A Rocca) — муніципалітет в Італії, у регіоні Кампанія,  провінція Салерно.
Роккаглоріоза розташована на відстані близько 320 км на південний схід від Рима, 130 км на південний схід від Неаполя, 85 км на південний схід від Салерно.
Населення — 1750 осіб (2014).
Щорічний фестиваль відбувається 24 червня. Покровитель — святий Іван Хреститель.

## Демографія
Населення за роками:

Станом на 1 січня 2023 року в муніципалітеті офіційно проживав 21 іноземець з 10 країн, серед них 14 громадян країн Євросоюзу та 1 громадянин України.

## Сусідні муніципалітети
- Альфано
- Камерота
- Челле-ді-Бульгерія
- Лаурито
- Рофрано
- Сан-Джованні-а-Піро
- Торре-Орсая